# Winonah Heatley
Winonah Heatley (født 18. juni 2001) er en kvindelig australsk fodboldspiller, der spiller forsvar for danske FC Nordsjælland i Gjensidige Kvindeligaen og Australiens kvindefodboldlandshold.
Hun har tidligere spillet for de australske Brisbane Roar og Melbourne City på seniorniveau i A-League og en kort periode hos svenske Växjö DFF i Damallsvenskan.

## Karriere
Den 16. februar 2020 fik hun sin første professionelle debut i en W-League-kamp mod Perth Glory, hvor hun blev indskiftet i halvlegen. I selvsamme sæson var hun en bærende profil for holdet, hvor hun spillede 13 gange og scorede 1 mål, med i alt 1.151 minutter. Efterfølgende skiftede hun i juli 2021 til den svenske topklub Växjö DFF på hendes første udlandsophold. Få måneder efter i november samme år skiftede hun hjem til Australien for Melbourne City i A-League.
I juni 2022 skrev Heatley kontrakt med den danske topklub FC Nordsjælland i Gjensidige Kvindeligaen. Her fik hun sin officielle debut for klubben i sæsonåbneren, den 7. august 2022, til Gjensidige Kvindeligaen 2022/23 i et 1–3-nederlag til FC Thy-Thisted Q.
I september 2021 blev hun første gang indkaldt til det australske A-landshold, hvor hun fik sin debut mod Irland den 21. september 2021.